# 홍콩 9호 간선
홍콩 9호 간선(중국어: 九號幹線)은 췬완구 췬완의 싱문 터널에서 홍콩의 신제 일대를 순환하는 도로로 총 연장은 70.6 km이다. 다만 이 도로는 순환선 형태로 구성된다. 그러나 주요 경유지를 보면 사틴, 다푸, 판링, 상슈, 윈롱, 튄문, 췬완 등이 있다.

## 연혁
홍콩 9호 간선은 2004년 1월에 번호 체계가 뜯어고쳤다. 그러나 번호가 뜯어고친 형태로 노선이 개편됨에 따라 1974년부터 사용되어 왔던 이전의 번호 체계를 대신하여 신설되었던 것으로 보인다.

## 주요 특징
서울교통공사의 서울 지하철 2호선과 선형이 흡사한 특색을 둔 순환 도로이기도 하다.

## 같이 보기
- 홍콩의 교통
- 판링 공로(영어판)
- 산틴 공로(영어판)
- 튄문 공로(영어판)
- 윈롱 공로(영어판)